# Sven Teutenberg
Sven Teutenberg (Mettmann, Rin del Nord-Westfàlia, 18 d'agost de 1972) és un ciclista alemany, professional des del 1994 fins al 2009.
En el seu palmarès hi ha unes quantes victòries, destacant la del Circuit Franco-belga de 1993 quan encara era amateur.

## Palmarès
- 1993
  - 1r al Circuit Franco-belga i vencedor d'una etapa
  - Vencedor d'una etapa de la Volta a Baviera
  - 1r a la International Cycling Classic
- 1994
  - Vencedor de 2 etapes del Tour DuPont
- 1996
  - 1r a la Rutas de América i vencedor de 2 etapes
  - Vencedor d'una etapa del Teleflex Tour
  - Vencedor d'una etapa del Tour DuPont
- 1997
  - 1r al Tour de Düren
- 1998
  - Vencedor d'una etapa de la Volta a Renània-Palatinat
- 2000
  - Vencedor d'una etapa de la Volta a Baviera
- 2001
  - Vencedor de 3 etapes de la Volta a Xile
- 2003
  - Vencedor d'una etapa del Tour de Hessen

### Resultats al Tour de França
- 2001. 80è de la classificació general

### Resultats al Giro d'Itàlia
- 2002. Abandona

### Resultats a la Volta a Espanya
- 1995. 113è de la classificació general
- 1997. 111è de la classificació general
- 1998. Abandona
- 2001. 134è de la classificació general
- 2002. 132è de la classificació general